# Марюс Івашкавічус
Ма́рюс Івашкя́вічюс (лит. Marius Ivaškevičius; нар. 26 березня 1973, Молетай) — литовський прозаїк, драматург, кіносценарист, режисер.

## Життєпис
Закінчив філологічний факультет Вільнюського університету, де вивчав литовську філологію.
Працював репортером суботнього додатку для чоловіків „Julius“ у газеті „Respublika“ («Республіка»; 1996—1999), потім його редактором (1999—2000). У 2000—2001 працював журналістом, редактором редакції культурних програм Литовського телебачення.
1996 видав збірку новел „Kam vaikų“. У 1998 дебютував як драматург. З того ж року є членом Спілки письменників Литви.
27 грудня 2016 Литовське радіо („LRT Radijas“) оголосило Марюса Івашкявічюса «Людиною року» за громадянську ініціативу.

## Нагороди і звання
- Премія Міністерства культури Литви за найкращу постановку литовської п'єси — за п'єсу „Malыš“) і виставу, яку поставили за п'єсою в Театрі Оскараса Коршуноваса самим автором (2002).
- Премія Інституту литовської літератури та фольклору — за п'єсу «Мадагаскарас» (2005).
- Медаль ордена «За заслуги перед Литвою» (2014)[2]

## Творчість
Через два роки після виходу дебютної збірки новел „Kam vaikų“ 1996 видав роман „Istorija nuo debesies“. У 2002 вийшов роман „Žali“. Видав кілька книжок своїх п'єс.
П'єса «Сусід» („Kaimynas“) перемогла у конкурсі нової драми і у 2000 році була поставлена на сцені вільнюського Молодого театру. П'єса Марюса Івашкявічюса „Malыš“ була поставлена автором в Театрі Оскараса Коршуноваса.
Був режисером документальних фільмів „Einu“ (1999) про письменника Вінцаса Миколйтіс-Путінаса та „Punsko novelės“ (2000) про литовців Польщі.
Був сценаристом та режисером короткометражних фільмів „Mano tėvas“" (2007), „Tėve mūsų“ (2010).
Твори Марюса Івашкявічюса перекладені англійською, білоруською, італійською, німецькою, польською, словенською, французькою та іншими мовами. Роман „Istorija nuo debesies“ у Польщі вийшов під назвою „Historia z chmury“ (2001), роман „Žali“ виданий у Німеччині під назвою „Die Grünen“ (2012).

## Видання
- Kam vaikų: novelės. Vilnius: Lietuvos rašytojų sąjungos leidykla, 1996. 104 p. ISBN 9986-39-005-2
- Istorija nuo debesies: vieno liūdesio dviejų dalių kelias: romanas. Vilnius: Lietuvos rašytojų sąjungos leidykla, 1998. 262 p. ISBN 9986-39-064-8
- Vikingų žygis į Apuolę (teksto autorius). Kaunas: Tvermė, 1998. 32 p.: iliustr. ISBN 9986-476-19-4
- Artimas: pjesių trilogija. Vilnius: Tyto alba, 2002. 219 p. ISBN 9986-16-252-1
- Žali: romanas. Vilnius: Tyto alba, 2002. 327 p. ISBN 9986-16-259-9
- Purpuriniai dūmai (Felikso Rozinerio apsakymo motyvais): kino scenarijus. Vilnius: Kronta, 2003. 55 p. ISBN 9986-879-91-4
- Madagaskaras: trijų veiksmų pjesė. Vilnius: Apostrofa: Teatro ir kino informacijos ir edukacijos centras, 2004. 114 p.: iliustr. ISBN 9955-605-07-3
- Artimas miestas: dviejų veiksmų drama. Vilnius: Apostrofa: Teatro ir kino informacijos ir edukacijos centras, 2005. 59 p.: iliustr. ISBN 9955-605-17-0
- Mistras: keturių veiksmų drama. Vilnius: Tyto alba, 2010. 142 p.: iliustr. ISBN 978-9986-16-794-5
- Išvarymas: vieno obuolio kronika: pjesė. Vilnius: Apostrofa, 2012. 161 p. ISBN 978-9955-605-72-0

### Упорядник
- Ribos: studentų kūrybos almanachas. Vilnius: VU leidykla, 1994.